# Distrito electoral federal 2 de Sinaloa

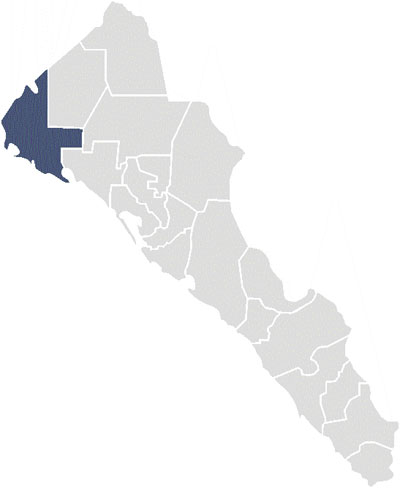
Mapa del distrito electoral federal 2 de Sinaloa.

El II Distrito Electoral Federal de Sinaloa es uno de los 300 Distritos Electorales en los que se encuentra dividido el territorio de México y uno de los 7 en los que se divide el estado de Sinaloa. Su cabecera es la ciudad de Los Mochis, Sinaloa.
Está formado por el territorio del Municipio de Ahome.
El diputado federal por el II distrito electoral en la LIX Legislatura (2003-2006) es: Esteban Valenzuela García.

## Diputados por el distrito
| Legislatura       | Diputado                    | Partido |
| ----------------- | --------------------------- | ------- |
| LVII Legislatura  | Joaquín Montaño Yamuni      |         |
| LVIII Legislatura | Policarpo Infante Fierro    |         |
| LIX Legislatura   | Esteban Valenzuela García   |         |
| LX Legislatura    | Gerardo Vargas Landeros     |         |
| LXI Legislatura   | Rolando Zubía Rivera        |         |
| LXII Legislatura  | Gerardo Peña Aviles         |         |
| LXIII Legislatura | Bernardino Antelo Esper     |         |
| LXIV Legislatura  | Carlos Iván Ayala Bobadilla |         |

## Resultados electorales

### Elecciones Federales de 2012
|  | Partido Revolucionario Institucional                              |  | Bernardino Antelo Esper      |
|  | Partido Acción Nacional                                           |  | Gerardo Peña Avilés          |
|  | Coalición Movimiento Progresista (PRD, PT y Movimiento Ciudadano) |  | Luisa Reyna Armenta Ruíz     |
|  | Partido Verde Ecologista de México                                |  | Paul Absalón Espinoza Magaña |
|  | Nueva Alianza                                                     |  | Rubén Benjamín Félix Hays    |